# Строитель (остановочный пункт, Московская железная дорога)
Строи́тель — остановочный пункт Ярославского направления Московской железной дороги в городе Мытищи одноимённого городского округа Московской области. Названа по располагающимся неподалёку заводам «Мосстройпластмасс» и «Стройперлит».
Время в пути от Ярославского вокзала: 23—41 минута. На платформе имеют остановку в каждую сторону около 60 электропоездов в сутки.
Платформа построена в 1930 году.
Выходы к улицам Репина, Фурманова, Шишкина, Силикатной.
Три платформы: первая боковая и вторая островная соединены подземным переходом, выходящим на улицы Силикатную, Фурманова и Шишкина. Третья восточная боковая платформа без турникетов, имеет наземный выход на улицы Фурманова и Шишкина, возведена в 2020 году в рамках реконструкции Ярославского направления Московской ЖД (возведения четвёртого пути на участке Мытищи — Пушкино).
Остановочный пункт находится частично в границах станции Мытищи по II,III,IV путям, и только I западный путь на перегоне.  До упомянутой реконструкции полностью находилась на перегоне.
Одна касса на первой платформе. Билетопечатающие автоматы установлены около кассы, в турникетном холле второй платформы, на третьей платформе.
В 2014 году на станции установлены турникеты, прилегающие пространства вдоль железнодорожного полотна ограждены заборами.
Ближайший к Мытищинскому филиалу МГТУ имени Н. Э. Баумана остановочный пункт.

## Общественный транспорт
С западной стороны остановка «Спорткомплекс» на Силикатной улице:
| № маршрута автобуса | Станции метро и железной дороги | Конечные остановки                       |
| ------------------- | ------------------------------- | ---------------------------------------- |
| 1                   | Мытищи                          | мкр. Челюскинский, 6-й мкр               |
| 6                   | Мытищи                          | Мытищи, Угольная ул.                     |
| 9 (без льгот)       | Мытищи                          | мкр. Челюскинский, Благовещенская улица  |
| 27 (без льгот)      | Мытищи, Тайнинская, Перловская  | Стрелковая улица, 3-я Крестьянская улица |
| 567 (без льгот)     | Бабушкинская                    | мкр. Челюскинский, Бабушкинская          |

С восточной стороны
| № маршрута автобуса   | Станции железной дороги | Конечные остановки |
| --------------------- | ----------------------- | ------------------ |
| 19 (1 льготное место) | Мытищи                  | Юбилейная улица    |